# Sisarahili Teluk Siabang
Sisarahili Teluk Siabang is een bestuurslaag in het regentschap Nias Utara van de provincie Noord-Sumatra, Indonesië. Sisarahili Teluk Siabang telt 690 inwoners (volkstelling 2010).